# Bo Spencer
William "Bo" Spencer (Baton Rouge, Luisiana, 23 de septiembre de 1989) es un baloncestista estadounidense que juega en la posición de base.

## Trayectoria
Spence, un nativo de Baton Rouge, asistió a la Universidad Estatal de Luisiana donde jugó por tres temporadas con los Tigers en la Southeastern Conference de la División I de la NCAA. En el verano de 2010 se transfirió a la Universidad de Nebraska. Luego de un año sin actividad, disputó su temporada como senior entre 2011 y 2012 con los Cornhuskers, promediando 15,7 puntos, 2,7 rebotes y 3,5 asistencias por partido en 26 presentaciones.
Al dejar la universidad, comenzó a jugar profesionalmente en el Fulgor Libertas Forlì de la segunda división de Italia. Regresó a su país al año siguiente y se presentó al Draft de la NBA Development League, donde fue elegido en primera ronda por el Canton Charge. Allí fue suplente de Jorge Gutiérrez, hasta que dejó el equipo a fines de enero de 2014 para jugar con los Delaware 87ers (sin embargo Spencer terminaría jugando la temporada con los Rio Grande Valley Vipers).
En noviembre de 2014 volvió a dejar su país para viajar hasta Letonia y unirse al BK Valmiera. Sólo llegó a jugar 2 partidos antes de lesionarse y desvincularse del equipo.
En enero de 2016 llegó por primera vez a México, contratado por el Fuerza Regia de Monterrey para jugar el tramo final de la temporada 2015-2016 de la LNBP. En ese país se consolidaría como jugador de baloncesto, jugando para diversos clubes de la LNBP, la LBE y la CIBACOPA.